# Лаутертал (Горња Франконија)
Лаутертал (њем. Lautertal) град је у њемачкој савезној држави Баварска. Једно је од 17 општинских средишта округа Кобург. Према процјени из 2010. у граду је живјело 4.107 становника. Посједује регионалну шифру (AGS) 9473141.

## Географски и демографски подаци
Лаутертал се налази у савезној држави Баварска у округу Кобург. Град се налази на надморској висини од 300–527 метара. Површина општине износи 30,3 km². У самом граду је, према процјени из 2010. године, живјело 4.107 становника. Просјечна густина становништва износи 135 становника/km².